# Leucatomis variegata
Leucatomis variegata là một loài bướm đêm trong họ Noctuidae.